# 뮤어우즈 국립기념물

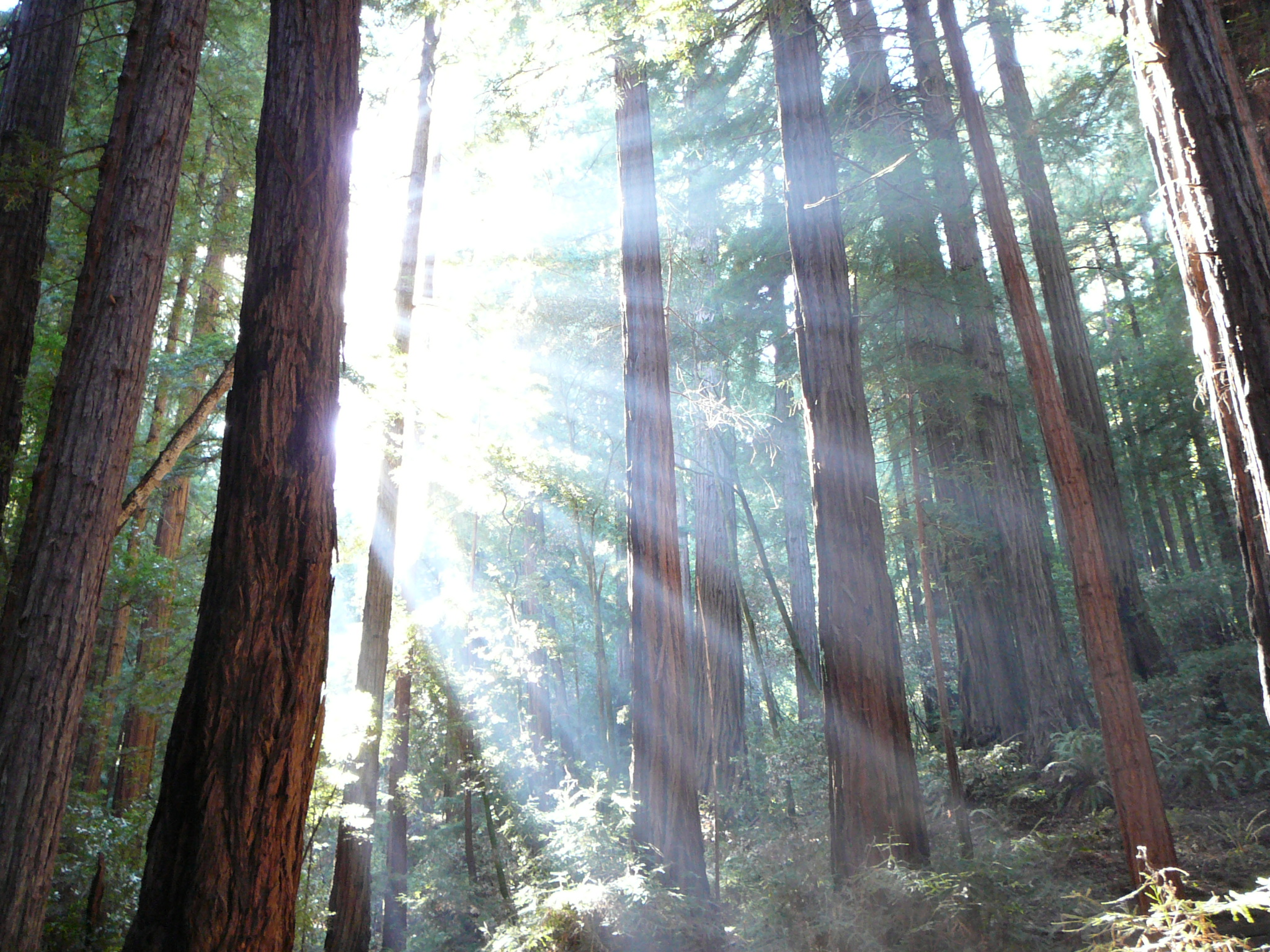

뮤어우즈 국립기념물(Muir Woods National Monument)은 캘리포니아 샌프란시스코에서 북으로 19km 떨어진 마린 카운티에 위치한 세쿼이아 숲에 지정된 국립기념물이다.
554에이커 (2.24 km2)크기의 국립공원은 샌프란시스코 해안지역에 마지막으로 남아있는 코스트 레드우드(이 지역에 서식하는 나무종류의 일반적인 이름이라고 함)로 유명하다.